# Leymus buriaticus
Leymus buriaticus är en gräsart som beskrevs av Galina A. Peschkova. Leymus buriaticus ingår i släktet strandrågssläktet, och familjen gräs. Inga underarter finns listade i Catalogue of Life.